# Gromnik (plaats)
Gromnik is een dorp in de Poolse woiwodschap Klein-Polen. De plaats maakt deel uit van de gemeente Gromnik en telt ongeveer 3300 inwoners.

## Verkeer en vervoer
- Station Gromnik